# Шеллоувотер (Техас)
Шеллоувотер (англ. Shallowater) — місто (англ. city) в США, в окрузі Лаббок штату Техас. Населення — 2964 особи (2020).

## Географія
Шеллоувотер розташований за координатами 33°41′24″ пн. ш. 101°59′21″ зх. д. / 33.69000° пн. ш. 101.98917° зх. д. (33.690077, -101.989265).  За даними Бюро перепису населення США в 2010 році місто мало площу 4,01 км², з яких 4,00 км² — суходіл та 0,01 км² — водойми. В 2017 році площа становила 3,73 км², з яких 3,73 км² — суходіл та 0,00 км² — водойми.

## Демографія
Згідно з переписом 2010 року, у місті мешкали 2484 особи в 884 домогосподарствах у складі 709 родин. Густота населення становила 620 осіб/км².  Було 927 помешкань (231/км²).
Расовий склад населення:
| - 90,5 % — білих - 0,6 % — чорних або афроамериканців - 0,4 % — корінних американців - 0,2 % — азіатів - 6,8 % — осіб інших рас |

До двох чи більше рас належало 1,4 %. Частка іспаномовних становила 20,8 % від усіх жителів.
За віковим діапазоном населення розподілялося таким чином: 32,0 % — особи молодші 18 років, 57,3 % — особи у віці 18—64 років, 10,7 % — особи у віці 65 років та старші. Медіана віку мешканця становила 35,6 року. На 100 осіб жіночої статі у місті припадало 93,8 чоловіків;  на 100 жінок у віці від 18 років та старших — 89,7 чоловіків також старших 18 років.
Середній дохід на одне домашнє господарство  становив 76 603 долари США (медіана — 60 938), а середній дохід на одну сім'ю — 88 312 долари (медіана — 76 638). Медіана доходів становила 51 641 долар для чоловіків та 33 825 доларів для жінок. За межею бідності перебувало 8,4 % осіб, у тому числі 8,8 % дітей у віці до 18 років та 10,6 % осіб у віці 65 років та старших.
Цивільне працевлаштоване населення становило 1297 осіб. Основні галузі зайнятості: освіта, охорона здоров'я та соціальна допомога — 33,5 %, роздрібна торгівля — 9,6 %, будівництво — 7,6 %, науковці, спеціалісти, менеджери — 7,2 %.